# 블랙 데이 블루 나이트
《블랙 데이 블루 나이트》(영어: Black Day Blue Night)는 미국에서 제작된 J. S. 카돈 감독의 1995년 범죄 스릴러 영화이다. 길 벨로스 등이 출연하였고, 스콧 아인바인더 등이 제작에 참여하였다.

## 출연진
- 길 벨로스
- 미셸 포브스
- 미아 세라
- J. T. 월시
- 팀 기니
- 존 벡
- 노먼 패트릭 브라운
- 벤저민 럼

## 기타 제작진
- 배역: 엘리자 굿맨
- 미술: 제리 플레밍
- 의상: 보니 스타우크